# Stadtwerke Gießen
Die Stadtwerke Gießen AG (SWG) sind der regionale Energieversorger der Stadt Gießen und der Region Mittelhessen.
Die Stadtwerke versorgen die Region mit Strom, Erdgas und Wärme und liefern Trinkwasser an verschiedene Städte und Gemeinden.
Außerdem sind sie der Konzessionsinhaber der Stadtbuslinien in Gießen. Der operative Busverkehr wird über die Tochtergesellschaft MIT.BUS GmbH abgewickelt. Ein weiterer Betriebszweig der SWG sind die Bäder.

## Geschichte
Im Jahre 1830 begann die erste städtische Wasserförderung mit 350 Metern Rohrleitung. 1855 wurde der "Gießener Gasbeleuchtungsvertrag" abgeschlossen. Ein Jahr später geht das Gaswerk in Betrieb. 1887 wurde das städtische Gas- und Wasserwerk gegründet. Im Jahre 1894 wurde der erste Nahverkehr in Gießen mit Pferdeomnibussen zwischen dem Bahnhof und der Grünberger Straße eröffnet. 1898 wurde das "Gießener Volksbad" eingeweiht. Im Jahre 1901 geht das Elektrizitätswerk in Betrieb. Der Strom wurde mit Wasserkraft produziert. 1909 fuhr die elektrische Straßenbahn auf den beiden ersten Linien.
Im Jahre 1938 wurde durch Zusammenführung von vier Unternehmen die Stadtwerke Gießen als Eigenbetrieb der Stadt gegründet. 1953 wurde die Gießener Gasfabrik geschlossen. Es erfolgte der Anschluss an das Ferngasnetz der Ruhrgas AG.
Im selben Jahre stellte auch die Straßenbahn ihren Betrieb ein. Oberleitungs-Busse übernahmen den Liniendienst. 1957 wurden die vier O-Bus-Linien auf Dieselbetrieb umgestellt. Im Jahre 1969 stellten die Stadtwerke unter ihrem seit 1964 dort beschäftigten und ab 1971 als kaufmännischer Werkleiter tätigen Direktor Heinrich Becker von Stadtgas auf Erdgas um.
1994 wurde das infoZentrum am Marktplatz eröffnet. Im Jahre 2002 änderten die Stadtwerke ihre Rechtsform vom städtischen Eigenbetrieb in eine Aktiengesellschaft. Alleiniger Aktionär ist die Stadt Gießen. 2003 kauften die Stadtwerke die Verkehrsbetriebe Pfeiffer GmbH. Im Mai 2012 wurde das neu gestaltete Kundenzentrum am Gießener Marktplatz nach 15 Monaten Umbau wieder geöffnet.

## Zahlen und Daten

### Strom
- Größe des Netzgebietes: 393,1 km²
- Versorgte Gemeinden: 16
- Einwohner: 172.102
  - Versorgte Kunden: 89.661
- Stromabgabe Gesamt: 1.369,22 GWh

### Erdgas
- Größe des Netzgebietes: 264,1 km²
- Versorgte Gemeinden: 9
- Einwohner: 164.132
- Versorgte Kunden: 25.082
- Gasabgabe gesamt: 1.779,34 GWh

### Wärme
- Größe des Netzgebietes: 155,6 km²
- Versorgte Gemeinden: 12
- Gesamtanschlusswert: 320,2 MW
- Leitungsnetz (einschl. Kältenetz): 183,9 km
- Eingebaute Zähler: 7.591
- Wärmeabgabe Gesamt: 431,0 GWh

### Bäder
Jährliche Besucherzahlen:
- Westbad: 113.103
- Hallenbad Ringallee: 199.367
- Freibad Ringallee: 91.450
- Freibad Kleinlinden: 12.515
- Freibad Lützellinden: 17.301

## Beteiligungen
Die Stadtwerke sind an folgenden Unternehmen beteiligt (Stand 2015):
- MIT.BUS GmbH (100 %), Betriebsführer der Stadtbusse in Gießen
- Mittelhessen Netz GmbH (100 %)
- Elektrizitätswerk Hammermühle Versorgungs GmbH (100 %)
- Heizkraftwerk Gießen GmbH (74,9 %)
- MIT.Bio Biogasanlage Großen-Buseck GmbH (51 %)
- MIT.Bio Biogasanlage Heuchelheim GmbH (51 %)
- Energiezentrale Universitätsklinikum Gießen GmbH (50 %)
- UGE Holzhausen GmbH Co. KG (20,5 %)
- fünfwerke GmbH & Co. KG (20 %)
- Energiegesellschaft Lumdatal GmbH (20 %)
- Beteiligungsgesellschaft Gemeinsamer Strombezug GmbH (18 %)
- KoM-Solution GmbH (15 %)
- Solarpark Fernwald GmbH & Co. KG (10 %)
- Windpool GmbH & Co. KG (5 %)
- Rhein-Main-Verkehrsverbund (3,7 %)